# Trachyrhizum
Trachyrhizum is een geslacht van tien soorten orchideeën uit de onderfamilie Epidendroideae. Het geslacht is afgesplitst van Dendrobium.
Het zijn epifytische orchideeën van koele montane tot warme, vochtige regenwouden in Nieuw-Guinea, de Molukken en het noorden van Australië. Ze hebben slanke, gesegmenteerde, onderaan opgezwollen stengels, talrijke smalle, lancetvormige, dunne blaadjes en een bloemtros die ontspringt uit de knopen met een tiental kleine, langlevende, zwak ruikende bloemen.

## Naamgeving enetymologie
- Synoniem: Dendrobium Sw. sect. Trachyrhizum, Dendrobium Sw. sect. Brevisaccata,

De botanische naam Trachyrhizum is afgeleid van het Oudgriekse 'trachy' (ruw) en 'rhiza' (wortel).

## Taxonomie
Trachyrhizum omvat planten die voorheen werden ingedeeld bij de secties Trachyrhizum en Brevisaccata van het geslacht Dendrobium. Het is in 1981 tot geslacht gepromoveerd door Brieger.
Het geslacht telt in de meest recent geaccepteerde taxonomie tien soorten. De typesoort is Trachyrhizum chalmersii.

### Soortenlijst
- Trachyrhizum agrostophyllum (F.Muell.) Rauschert (1983)
- Trachyrhizum angustipetalum (J.J.Sm.) Rauschert (1983)
- Trachyrhizum ansusanum (Schltr.) Rauschert (1983)
- Trachyrhizum appendiculoides (J.J.Sm.) Rauschert (1983)
- Trachyrhizum chalmersii (F.Muell.) Brieger (1981)
- Trachyrhizum cyrtolobum (Schltr.) Rauschert (1983)
- Trachyrhizum prostheciglossum (Schltr.) Brieger (1981)
- Trachyrhizum schlechteri Rauschert (1983)
- Trachyrhizum villosipes (J.J.Sm.) Rauschert (1983)
- Trachyrhizum zippelii (J.J.Sm.) Rauschert (1983)